# Phyllomedusa perinesos
Phyllomedusa perinesos es una especie de anfibios de la familia Phyllomedusidae.
Habita en Colombia y Ecuador.
Sus hábitats naturales incluyen montanos secos, marismas de agua dulce y corrientes intermitentes de agua. Está amenazada de extinción por la destrucción de su hábitat natural.